# Friends from College
Friends from College (Brasil: Amigos da Faculdade / Portugal: Amigos de Faculdade) é uma série de comédia da Netflix criada por Nicholas Stoller e Francesca Delbanco. A primeira temporada consiste em oito episódios de meia hora e estreou na Netflix em 14 de julho de 2017.
No dia 21 de agosto de 2017, a série foi renovada para uma segunda temporada de 8 episódios que estreou em 11 de janeiro de 2019. Em 18 de fevereiro de 2019, a série foi cancelada pela Netflix após duas temporadas.

## Elenco

### Principal
- Keegan-Michael Key como Ethan Turner[7]
- Cobie Smulders como Lisa Turner[7]
- Annie Parisse como Sam[7]
- Nat Faxon como Nick[7]
- Fred Savage como Max Adler[7]
- Jae Suh Park como Marianne[7]

### Recorrente
- Billy Eichner como Dr. Felix Forzenheim[8]

### Convidado
- Seth Rogen[3]
- Kate McKinnon[3]

## Episódios
| Nº | Título                                         | Dirigido por     | Escrito por                           | Lançamento          |
| -- | ---------------------------------------------- | ---------------- | ------------------------------------- | ------------------- |
| 1  | "Welcome to New York" "Bem-vindos a Nova York" | Nicholas Stoller | Nicholas Stoller & Francesca Delbanco | 14 de julho de 2017 |
| 2  | "Connecticut House" "Casa de Campo"            | Nicholas Stoller | Nicholas Stoller & Rob Weiner         | 14 de julho de 2017 |
| 3  | "All-Nighter" "Perdidos na Noite"              | Nicholas Stoller | Nicholas Stoller & Andrew Gurland     | 14 de julho de 2017 |
| 4  | "Mission Impossible" "Missão Impossível"       | Nicholas Stoller | Nicholas Stoller & Francesca Delbanco | 14 de julho de 2017 |
| 5  | "Party Bus" "Ônibus-Balada"                    | Nicholas Stoller | Justin Nowell                         | 14 de julho de 2017 |
| 6  | "Second Wedding" "Segundo Casamento"           | Nicholas Stoller | Colleen McGuinness                    | 14 de julho de 2017 |
| 7  | "Grand Cayman" "Ilhas Cayman"                  | Nicholas Stoller | Rob Weiner                            | 14 de julho de 2017 |
| 8  | "A Night of Surprises" "Noite das Surpresas"   | Nicholas Stoller | Nicholas Stoller & Francesca Delbanco | 14 de julho de 2017 |

## Recepção
No Rotten Tomatoes, a série possui uma classificação de aprovação de 23% com base em 22 avaliações, com uma classificação média de 4,6/10. No Metacritic, a série tem uma pontuação de 44 de 100, com base em 29 críticos, indicando "revisões mistas ou médias".
Jeff Jensen, do Entertainment Weekly, deu à primeira temporada uma classificação C-menos, escrevendo que a série desperdiça o talento dos membros do elenco. Tim Dowling do The Guardian escreveu que "cada personagem pode ser desagradável em seu próprio direito, mas a sem-gracisse do grupo é difícil de exagerar. Se eles estivessem sentados em uma mesa perto de você, você deixaria o restaurante."